# 브리하드라타 왕조
브리하드라타 왕조(산스크리트어: बृहद्रथ वंश)는 마가다 왕국의 반전설적인 첫번째 왕조이다. 기원전 17세기부터 기원전 682년까지 존속하였다고 전해지고 있으나 이 왕조에 대한 당시 기록이 별로 남아있지 않고 신화상에서 주로 묘사되기에 실존하지 않았을 가능성도 배제할 수 없다.

## 같이 보기
- 프라디요타 왕조